# Otto von Kerpen
Otto von Kerpen (nascido em data incerta do século XII, falecido em 1208, em Acre) foi o 2º grão-mestre da Ordem Teutónica, entre 1200 e 1208.
São incertas as informações que chegaram aos nossos dias sobre a sua vida. Pensa-se que terá nascido na Renânia, no seio de uma família nobre mas pouco abastada. Alguns historiadores, porém, defendem que terá tido origens burguesas em Brema.
Durante o seu mestrado, a Ordem Teutónica era ainda uma instituição frágil e com pouca força. Praticamente dependente dos hospitalários e dos templários, não tinha quase qualquer significado na política da Terra Santa. O grão-mestre não teria provavelmente à sua disposição mais do que um número muito reduzido de cavaleiros armados. No entanto, pugnou com os meios ao seu alcance para manter a ordem separada das suas congéneres da época.
Faleceu em 1208 em Acre, onde terá sido sepultado.